# MISSING PIECE
『MISSING PIECE』（ミッシング・ピース）は、日本のシンガーソングライターである氷室京介の6枚目のオリジナル・アルバム。
1996年9月30日にポリドール・レコードのBeatNixレーベルからリリースされた。東芝EMIからの移籍第1弾として、前作『SHAKE THE FAKE』（1994年）以来2年振りのリリースとなった。作詞は松井五郎、松本隆および氷室。全作曲は氷室、プロデュースは氷室および美久月千晴、佐橋佳幸が担当している。
レコーディングは当初日本国内で行われていたが、氷室の要望によりアメリカ合衆国でのレコーディングに変更され、エンジニアとしてニール・ドーフスマンが参加、マスタリングはテッド・ジェンセンによって行われた。本作のテーマはシェル・シルヴァスタインの絵本『ぼくを探しに』（1977年）および『ビッグ・オーとの出会い:続ぼくを探しに』（1982年）を題材としており、アルバムタイトルは同作の原題から名付けられた。氷室が実在の書物を題材にして自身のアルバムタイトルに名付けた作品は、ファースト・アルバム『FLOWERS for ALGERNON』（1988年）より8年振りとなった。
本作からは先行シングルとしてテレビ朝日系テレビドラマ『風の刑事・東京発!』（1995年 - 1996年）主題歌「魂を抱いてくれ」、TBS系音楽番組『COUNT DOWN TV』（1993年 - 2021年）6月度オープニングテーマ「STAY」、日本テレビ系テレビドラマ『グッドラック』（1996年）主題歌「SQUALL」の3曲がシングルカットされた他、翌1997年にダイドードリンコ「ダイドーブレンドコーヒー」CMソングとして使用された「WALTZ」がリカットされた。本作はオリコンアルバムチャートにおいて最高位第1位を獲得、売り上げ枚数は80万枚を超えたため日本レコード協会からダブル・プラチナ認定を受けている。

## 背景
前作『SHAKE THE FAKE』（1994年）リリース後、氷室は「SHAKE THE FAKE」と題したコンサートツアーを同年10月12日の横浜アリーナからツアーファイナルとなった12月24日および25日の東京ドーム2日間連続公演まで、8都市全16公演を実施した。
1995年に入り、氷室はレコード会社移籍の検討を始める。3月7日には「阪神･淡路大震災チャリティコンサート」に参加、同公演は別枠において布袋寅泰も参加していた。また、このライブを最後に氷室は1998年のコンサートツアー「TOUR "COLLECTIVE SOULS"1998 One Night Stand」まで3年半に及ぶ期間、ライブを一切行わなかった。7月19日には初のベスト・アルバム『SINGLES』をリリース、同作はオリコンチャート最高位1位を獲得、売上枚数は136.7万枚とミリオン・セラーとなり、また氷室のアルバムにおいて最も売上の高い作品となった。同年に氷室は「BeatNix」という新レーベルを設立、BOØWY時代より10年間所属した東芝EMIからポリドール・レコードに移籍し環境や制作において大きな変化をもたらす事となった。後年氷室は1995年に関して「やらなきゃいけない作業の量から内容からすべてが180度変わる、第二期に突入する（中略）大きなターニングポイントになっています」と述べている。10月25日には移籍第一弾となるシングル「魂を抱いてくれ」をリリース、12月15日には前年のコンサートツアーから東京ドーム公演の模様を収めたライブ・ビデオ『LIVE AT THE TOKYO DOME SHAKE THE FAKE TOUR』をリリースした。

## 録音
本作のレコーディングは日本国内のパラダイススタジオ駒沢およびパラダイススタジオイーストの他、アメリカ合衆国のA&Mスタジオ、ロイヤルトーンスタジオ、クリントンスタジオにて行われた。本作の構想はシングル「魂を抱いてくれ」をリリースした頃には始まっていた。ディレクターの臼井克幸は本来であればアップテンポの曲をシングルとしてリリースする事を検討していたが、「魂を抱いてくれ」の松本隆による作詞に感銘した氷室は、シングルでのリリースを要望した。しかし氷室も臼井も同作を軸としてアルバム制作に入るイメージが湧かず、「STAY」および「SQUALL」をシングルでリリースした後にアルバムをリリースする流れに変更する事となった。
同時期に氷室は周囲のスタッフにあらゆる事を依存している事、ミュージシャンとしての活動時間が長くなりすぎて一個人としての時間が持てなくなっていた事に疑問を感じていた。「魂を抱いてくれ」のMV撮影のためにネバダ州を訪れた氷室は、低賃金で働く現地スタッフが汗だくになりながら仕事をしている様を見て、成功は収めたものの虚しさを感じている自身と比較していた。その後氷室は活動の拠点をロサンゼルスに移す事となり、以降のレコーディングはアメリカにて行われる事となった。

## 音楽性とテーマ
本作はファーストアルバム『FLOWERS for ALGERNON』（1988年）がダニエル・キイスの小説『アルジャーノンに花束を』（1959年）を題材とした事と同様に、シェル・シルヴァスタインの絵本『ぼくを探しに』（1977年）および『ビッグ・オーとの出会い:続ぼくを探しに』（1982年）を題材として制作された。氷室は同書の「自らの欠けた破片を探す物語」が当時の自身の心境とリンクしていたと述べ、結果同書の原題である「The missing piece」をアルバムタイトルとして使用する事となった。
ディレクターの臼井は本作のレコーディングには膨大な時間が掛かっている事を述べた他、日本とロサンゼルスにおいて様々なものを探索しながらレコーディングを行った事で一箇所でイメージを固定して制作したアルバムとは異なる作品であるとして、「チャレンジしたアルバムというか、結果的には大作だと思うんです」と述べている。
「NAKED KING ON THE BLIND HORSE」がバージョン違いを含めて2曲収録されている事に関して臼井は「曲が不足しているという理由からではなく全く異なるアプローチによる別の曲」という認識から収録する事になったと述べている。

## 楽曲
1. 「STAY」
12枚目のシングル。シングルバージョンよりキーが若干高くなっている。また、次曲「PLEASURE SKIN」とははっきりとトラック分けされておらず、この曲のアウトロに被さって次曲が始まるように作られている。詳細は「STAY」を参照。
2. 「PLEASURE SKIN」
シングル「SQUALL」のカップリング曲。
3. 「MISSING PIECE」
シングル「STAY」のカップリング曲。
4. 「魂を抱いてくれ (ALBUM MIX)」
11枚目のシングル。詳細は「魂を抱いてくれ」を参照。
5. 「WALTZ」
14枚目のシングル。詳細は「WALTZ」を参照。
6. 「IF YOU STILL SHAME ME」
シングル「WALTZ」のカップリング曲。
7. 「MIDNIGHT EVE (ALBUM MIX)」
シングル「魂を抱いてくれ」のカップリング曲。
8. 「SQUALL」
13枚目のシングル。詳細は「SQUALL」を参照。
9. 「NAKED KING ON THE BLIND HORSE」
10. 「NAKED KING ON THE BLIND HORSE」
CD版には表記は無いが、上記曲のリミックスバージョンである。
SpotifyやLINE MUSICなどの各種サブスクリプションサービスでは「NAKED KING ON THE BLIND HORSE (Remix)」[12][13] 、
iTunes及びApple Musicでは「NAKED KING ON THE BLIND HORSE 2」という曲名で配信された[14]。

## リリース、チャート成績、批評
| 専門評論家によるレビュー | 専門評論家によるレビュー |
| レビュー・スコア         | レビュー・スコア         |
| 出典                     | 評価                     |
| ------------------------ | ------------------------ |
| CDジャーナル             | 肯定的                   |

本作は1996年9月30日にポリドール・レコードのBeatNixレーベルからCDでリリースされた。本作は初回生産分のみ紙ケースで見開き仕様のディスクジャケットになっていた。本作はオリコンアルバムチャートにおいて最高位第1位を獲得、登場回数は10回で売り上げ枚数は65.7万枚となった。
本作に関する評価として、音楽情報サイト『CDジャーナル』では「ハードなギター・サウンドにばかり耳が向く」と指摘しながらも、バラード曲に関しては肯定的に評価し「氷室京介のバラード・シンガーとしての魅力は相当なモノ」と称賛した。また氷室のボーカルを「硬質で色気いっぱいに歌う」と表現し、松井五郎や松本隆の詞を歌うスタイルが認知されたときに「矢沢永吉に近い歌謡性を持つはず」と評価した。

## 収録曲
- CDブックレットに記載されたクレジットを参照[16]。

| #         | タイトル                          | 作詞               | 作曲               | 編曲                 | 時間  |
| --------- | --------------------------------- | ------------------ | ------------------ | -------------------- | ----- |
| 1.        | 「STAY」                          | 松井五郎           | 氷室京介           | 氷室京介、美久月千晴 | 4:27  |
| 2.        | 「PLEASURE SKIN」                 | 松井五郎           | 氷室京介、佐橋佳幸 | 佐橋佳幸             | 3:57  |
| 3.        | 「MISSING PIECE」                 | 松井五郎           | 氷室京介、佐橋佳幸 | 佐橋佳幸             | 5:27  |
| 4.        | 「魂を抱いてくれ (ALBUM MIX)」    | 松本隆             | 氷室京介           | 佐橋佳幸             | 5:20  |
| 5.        | 「WALTZ」                         | 氷室京介           | 氷室京介           | 氷室京介、美久月千晴 | 6:35  |
| 6.        | 「IF YOU STILL SHAME ME」         | 氷室京介、松井五郎 | 氷室京介           | 氷室京介、美久月千晴 | 5:36  |
| 7.        | 「MIDNIGHT EVE (ALBUM MIX)」      | 松井五郎           | 氷室京介           | 氷室京介、美久月千晴 | 5:10  |
| 8.        | 「SQUALL」                        | 氷室京介、松井五郎 | 氷室京介           | 氷室京介、美久月千晴 | 4:10  |
| 9.        | 「NAKED KING ON THE BLIND HORSE」 | 氷室京介、松井五郎 | 氷室京介           | 氷室京介、美久月千晴 | 4:21  |
| 10.       | 「NAKED KING ON THE BLIND HORSE」 | 氷室京介、松井五郎 | 氷室京介           | 佐橋佳幸             | 4:27  |
| 合計時間: | 合計時間:                         | 合計時間:          | 合計時間:          | 合計時間:            | 49:30 |

## スタッフ・クレジット
- CDブックレットに記載されたクレジットを参照[17]。

### 参加ミュージシャン
- 小田原豊 – ドラムス
- 湊雅史 – ドラムス
- カルロス・ベガ（英語版） – ドラムス
- カート・ビスケラ（英語版） – ドラムス
- 美久月千晴 – ベース
- ジミー・ジョンソン – ベース
- レジー・ハミルトン – ドラムス
- 氷室京介 – エレクトリック・ギター、アコースティック・ギター
- 佐橋佳幸 – エレクトリック・ギター、アコースティック・ギター、キーボード
- 角田順 – エレクトリック・ギター、アコースティック・ギター
- 北島健二 – エレクトリック・ギター
- 土方隆行 – エレクトリック・ギター
- 友森昭一 – エレクトリック・ギター、アコースティック・ギター
- トミー・マンデル（英語版） – ハモンドオルガン、キーボード
- 斎藤有太 – ハモンドオルガン、アコースティック・ピアノ、キーボード
- 小野沢篤 – アコースティック・ピアノ
- 西平彰 – キーボード
- 石川鉄男 – コンピュータ・プログラミング
- 鈴木“タロウ”直樹 – コンピュータ・プログラミング
- 溝口肇 – チェロ
- グレッグ・アダムス – ホーン・アレンジメント、トランペット
- チャック・フィンドリー – トランペット
- ニック・レーン – トロンボーン
- グレイ・ハービス – テナー&バリトンサクソフォーン
- ブランドン・フィールズ – テナーサクソフォーン
- レニー・カストロ – パーカッション
- デヴィッド・キャンベル – ストリングス・アレンジメント

### 録音スタッフ
- 氷室京介 – エグゼクティブ・プロデューサー、プロデューサー（1,5 - 9曲目）
- 美久月千晴 – プロデューサー（1, 5 - 9曲目）
- 佐橋佳幸 – プロデューサー（2 - 4, 10曲目）
- ヒロ鈴木 (BeatNix) – エグゼクティブ・プロデューサー
- Algernon – エグゼクティブ・スーパーバイザー
- 後藤由多加 (BeatNix) – ゼネラルマネージャー
- 石坂敬一（ポリグラムK.K.） – ゼネラルマネージャー
- 折田育造（ポリドールK.K.） – ゼネラルマネージャー

- ニール・ドーフスマン – レコーディング・エンジニア、ミックス・エンジニア
- 坂本達也 (DEEP) – 追加エンジニア
- テッド・ジェンセン – マスタリング・エンジニア
- ケン・ヴィルヌーヴ（A&Mスタジオ） – アシスタント・エンジニア
- チャド・バンポード（A&Mスタジオ） – アシスタント・エンジニア
- 阿部哲也（パラダイススタジオ） – アシスタント・エンジニア
- ロジャー・ソメールス（ロイヤルトーンスタジオ） – アシスタント・エンジニア
- T.K.（サウンドオンサウンド） – アシスタント・エンジニア
- ジョン・R・レイガート（サウンドオンサウンド） – アシスタント・エンジニア
- ロベルト・フリードリヒ（クリントンスタジオ） – アシスタント・エンジニア

### 制作スタッフ
- project HIMURO（BeatNix、ユイ音楽工房）
  - 鈴木“ゾンビ”祥紀 – マネージメント・チーフ
  - 宮野真一 – A&Rディレクター
  - 土屋浩 – プロモーション・チーフ
  - 渋谷高行 – ビジネス&リーガル・アフェアーズ
  - やがさきゆうけん – マネージャー
  - かわじりこうじ – マネージャー
  - ましのともみ – プロダクション・デスク
  - かみむらゆきこ – プロダクション・デスク
  - なかやりか – ポジティブ・トランスレーション
  - まつむらあみ – U.S.プロダクション・マネージャー

- project HIMURO（ポリドールK.K.）
  - 臼井克幸 – A&Rチーフ
  - 竹内修 – A&Rディレクター
  - 植田秀樹 – プロモーション・チーフ
  - あおやぎひろし – マーケティング
  - ただじゅんじ – プロモーション・マネージャー
  - 内田宣政 – A&Rマネージャー

### 美術スタッフ
- 福士昌明 (294) – アートディレクション
- 河合南都子 (294) – デザイン
- 小木曽威夫 – 写真撮影
- 加藤正憲 – 写真撮影
- 二村毅 (Femme) – スタイリング
- 油屋喜明 (Allure) – ヘアー&メイク・アップ
- 芳賀祐美（ポリグラムK.K.） – ビジュアル・コーディネーション

## チャート、認定
| チャート         | 最高順位 | 登場週数 | 売上数   | 出典  |
| ---------------- | -------- | -------- | -------- | ----- |
| 日本（オリコン） | 1位      | 10回     | 65.7万枚 | [ 2 ] |

| 国/地域 | 認定組織         | 日付       | 認定             | 売上数   | 出典  |
| ------- | ---------------- | ---------- | ---------------- | -------- | ----- |
| 日本    | 日本レコード協会 | 1996年10月 | ダブル・プラチナ | 800,000+ | [ 3 ] |

## 映像作品
本作関連のミュージック・ビデオ集が1997年5月14日にVHSでポリドール・レコードのBeatNixレーベルからリリースされた。

### 収録曲
1. 「WALTZ」
2. 「WALTZ (behind the scene / with director "Ralph Ziman")」
3. 「SQUALL」
4. 「STAY」
5. 「魂を抱いてくれ (behind the scene / with director "Paul Boyd")」
6. 「魂を抱いてくれ」

- BONUS CLIPS
  - 「#1 魂を抱いてくれ (15")」
  - 「#2 STAY (15")」
  - 「#3 SQUALL (15")」
  - 「#4 MISSING PIECE (15")」

### スタッフ・クレジット

#### 制作スタッフ
- VHS付属歌詞カードに記載されたクレジットを参照[19]。

1. 「WALTZ」
  - ラルフ・ジマン – ディレクター
  - Johns+Gorman Films – プロダクション
  - タリスマン – プロダクション
  - ジャンヌ・マテュッシ – エグゼクティブ・プロデューサー
  - アーサー・ゴーソン（英語版） – エグゼクティブ・プロデューサー
  - アレハンドラ・リセアガ – プロデューサー
  - フランシスコ・ヴェレセ – 写真プロデューサー
  - MOJI SANGI – スタイリスト
  - ALGERNONS X – スタイリスト
  - 杉山佳男 – メイク・アップ、ヘアー
  - ジェリー・ベーレンス – 編集
  - 撮影日時: 1996年12月
2. 「SQUALL」
  - ポール・ボイド（英語版） – ディレクター
  - プロパガンダ・フィルムズ（英語版） – プロダクション
  - ルイス・ネーダー – プロデューサー
  - ラファエル・スマジャ – 写真ディレクター
  - ALGERNONS X – スタイリスト
  - 油屋喜明 – メイク・アップ、ヘアー
  - ネヴィル・メンチ – 編集
  - 撮影日時: 1996年7月
3. 「STAY」
  - ガイ・ディアス – ディレクター
  - 奥田英範 – クリエイティブ・ディレクター
  - ILM – プロダクション
  - ケヴィン・M・タウンゼント – エグゼクティブ・プロデューサー
  - ポール・ヒル – プロデューサー
  - マーティン・コッペン – 写真ディレクター
  - ALGERNONS X – スタイリスト
  - 油屋喜明 – メイク・アップ、ヘアー
  - 撮影日時: 1996年4月
4. 「魂を抱いてくれ」
  - ポール・ボイド – ディレクター
  - プロパガンダ・フィルムズ – プロダクション
  - ルイス・ネーダー – プロデューサー
  - ラファエル・スマジャ – 写真ディレクター
  - 桜井久子 – スタイリスト
  - 横原義雄 – メイク・アップ、ヘアー
  - ネヴィル・メンチ – 編集
  - 撮影日時: 1995年9月

#### その他スタッフ
- 氷室京介 – エグゼクティブ・プロデューサー
- ヒロ鈴木 (BEATNIX) – エグゼクティブ・プロデューサー
- 前嶋輝 (FITZ BØY) – 編集ディレクター
- 中川正 (L'ESPACE VISION) – オフライン・ディレクター
- 大西輝明（ウエストレイク・スタジオ） – 編集
- 鷺欽也（ウエストレイク・スタジオ） – M.A.エンジニア
- 一柳正子 (FITZ BØY) – プロダクション・マネージャー
- 福士昌明 (294) – アートディレクター
- 石坂敬一（ポリグラムK.K.） – ゼネラルマネージャー
- 折田育造（ポリドールK.K.） – ゼネラルマネージャー
- 後藤由多加 (BEATNIX)  – ゼネラルマネージャー
- プロジェクトヒムロ (BEATNIX)
  - 土屋浩
  - 宮野真一
  - まつむらあみ
  - いけべゆみこ
  - ますこけいこ
  - いのおかゆり
  - さくらいみわ
- プロジェクトヒムロ（ポリドール）
  - 臼井“ジャッキー”克幸
  - 余越直
  - あおやぎひろし
  - しみずたかお
  - ただじゅんじ
  - たかはしゆうじ
  - 内田宣政
- ジャンヌ・マテュッシ – スペシャル・サンクス
- デヴィッド・アンガー – スペシャル・サンクス
- ラルフ・ジマン – スペシャル・サンクス
- ポール・ボイド – スペシャル・サンクス
- アーサー・ゴーソン – スペシャル・サンクス
- ルイス・ネーダー – スペシャル・サンクス
- おかべゆみ – スペシャル・サンクス